# Ambahive
Ambahive est une commune rurale malgache située dans la région de Fitovinany.